# Acinia tessariae
Acinia tessariae är en tvåvingeart som först beskrevs av Jean-Jacques Kieffer och Jorgensen 1910.  Acinia tessariae ingår i släktet Acinia och familjen borrflugor. Inga underarter finns listade i Catalogue of Life.